# Wolfgang Schlagwein
Wolfgang Schlagwein (* 20. Februar 1957 in Bad Neuenahr) ist ein deutscher Politiker (Bündnis 90/Die Grünen). Er war von 2015 bis 2016 Abgeordneter im Landtag Rheinland-Pfalz.

## Ausbildung und Beruf
Nach seinem 1976 am Peter-Joerres-Gymnasium bestandenen Abitur studierte Schlagwein in Bonn bis 1981 Geschichte und Geographie für das Lehramt an Grund- und Hauptschulen (Sekundarstufe I). Nach bestandener Erster Staatsprüfung war er von 1981 bis 1982 für eineinhalb Jahre als Zivildienstleistender und Rettungshelfer im Rettungsdienst des Deutschen Roten Kreuzes tätig. Anschließend absolvierte er in Düren seinen Vorbereitungsdienst, den er 1985 mit der Zweiten Staatsprüfung abschloss. Wegen seinerzeit fehlender Perspektiven zur Aufnahme in den Schuldienst entschied sich Schlagwein, hauptberuflich im Rettungsdienst zu arbeiten. Anschließend absolvierte er 1988 eine einjährige Ausbildung zum Organisationsprogrammierer und war von 1989 bis zur Übernahme des Landtagsmandates im Januar 2015 im Rechenzentrum der Oberfinanzdirektion Koblenz tätig.

## Politische Karriere
Schlagwein gehört den Grünen seit 1985 an. Bei den Kommunalwahlen in Rheinland-Pfalz 1989 wurde er in den Stadtrat von Bad Neuenahr-Ahrweiler sowie zum Mitglied des Kreistags Ahrweiler gewählt. Von 2001 bis 2011 war er Sprecher des Ahrweiler Kreisverbandes der Grünen.
Am 2. Januar 2015 rückte er für den ausgeschiedenen Abgeordneten Ulrich Steinbach in den Landtag nach, dem er bis zum Ende der Legislaturperiode angehörte. Schlagwein ist Mitglied des Verwaltungsrats der Kreissparkasse Ahrweiler und Mitglied des Aufsichtsrats der Ahrtalwerke GmbH.

## Auszeichnungen
- 2010: Deutscher Solarpreis in der Kategorie „Sonderpreis für persönliches Engagement“[2]